# Chilocele
Il chilocele è un abnorme accumulo di chilo nello scroto nella sua tunica vaginale. Solitamente il chilocele è provocato da una lesione dei vasi chiliferi, spesso di origine traumatica, che fa fuoriuscire il chilo dalla sede fisiologica; a ciò consegue l'accumulo in sede anomala.